# Contea di Digby
La contea di Digby è una contea della Nuova Scozia in Canada. Al 2006 contava una popolazione di 18.992 abitanti.